# Estland op het Eurovisiesongfestival 2020
Estland zou deelnemen aan het Eurovisiesongfestival 2020 in Rotterdam, Nederland. Het zou de 26ste deelname van het land aan het Eurovisiesongfestival zijn. ERR was verantwoordelijk voor de Estische bijdrage voor de editie van 2020.

## Selectieprocedure
De Estische openbare omroep startte de inschrijvingen voor het jaarlijkse Eesti Laul op 1 september 2019. Geïnteresseerden kregen tot 6 november de tijd om een inzending op te sturen. Alle artiesten moesten over de Estische nationaliteit beschikken of in Estland wonen, componisten mochten uit het buitenland komen. Een interne jury koos vervolgens 24 acts die mochten aantreden in Eesti Laul 2020. De acts werden op 14 november bekendgemaakt.
Er werden twee halve finales georganiseerd op 13 en 15 februari 2020. Van de twaalf acts in elke halve finale gaan er telkens zes door naar de finale. De punten worden evenwaardig verdeeld door de televoters en door de vakjury. In geval van een gelijkstand werd de voorkeur gegeven aan de favoriet van de televoters. De eerste vier in elke halve finale kwalificeerden zich rechtstreeks voor de finale, waarna er een extra stemronde werd georganiseerd om de laatste twee tickets uit te delen. Tijdens de finale, op zaterdag 29 februari 2020, beslisten vakjury en televoters eerst wie de drie superfinalisten waren. Vervolgens mocht het publiek autonoom bepalen wie Estland zou vertegenwoordigen in Rotterdam. De finale werd gehouden in de Saku Suurhall, dat eerder locatie was van het Eurovisiesongfestival 2002. De keuze viel uiteindelijk op Uku Suviste met What love is.

## Eesti Laul 2020

### Eerste halve finale
13 februari 2020
| Plaats | Artiest                     | Lied                 | Jury | Publiek | Totaal |
| ------ | --------------------------- | -------------------- | ---- | ------- | ------ |
| 1      | Anett & Fredi               | Write about me       | 12   | 7       | 19     |
| 2      | Egert Milder                | Georgia (on my mind) | 10   | 8       | 18     |
| 3      | Synne Valtri feat. Väliharf | Majakad              | 2    | 12      | 14     |
| 4      | Rasmus Rändvee              | Young                | 7    | 6       | 13     |
| 5      | Stefan                      | By my side           | 8    | 5       | 13     |
| 6      | Little Mess                 | Without a reason     | 0    | 10      | 10     |
| 7      | Laura Põldvere              | Break me             | 4    | 3       | 7      |
| 8      | Revals                      | Kirjutan romaani     | 5    | 2       | 7      |
| 9      | Inga                        | Right time           | 6    | 1       | 7      |
| 10     | Renate                      | Videomäng            | 0    | 4       | 4      |
| 11     | Kruuv                       | Leelo                | 3    | 0       | 3      |
| 12     | Jennifer Cohen              | Ping pong            | 1    | 0       | 1      |

### Tweede halve finale
15 februari 2020
| Plaats | Artiest          | Lied                  | Jury | Publiek | Totaal |
| ------ | ---------------- | --------------------- | ---- | ------- | ------ |
| 1      | Jaagup Tuisk     | Beautiful lie         | 12   | 8       | 20     |
| 2      | Uku Suviste      | What love is          | 6    | 12      | 18     |
| 3      | Traffic          | Üks kord veel         | 10   | 6       | 16     |
| 4      | Inger            | Only dream            | 8    | 7       | 15     |
| 5      | Mariliis Jõgeva  | Unistustes            | 3    | 10      | 13     |
| 6      | Shira            | Out in space          | 4    | 5       | 9      |
| 7      | Uudo Sepp        | I'm sorry I messed up | 7    | 1       | 8      |
| 8      | Ziggy Wild       | Lean on me            | 5    | 2       | 7      |
| 9      | Merilin Mälk     | Miljon sammu          | 2    | 3       | 5      |
| 10     | Viinerid         | Kapa kohi-la          | 0    | 4       | 4      |
| 11     | German & Violina | Heart winder          | 1    | 0       | 1      |
| 12     | Janet            | Hingelind             | 0    | 0       | 0      |

### Finale
29 februari 2020
| Plaats | Artiest                     | Lied                  | Jury | Publiek | Totaal |
| ------ | --------------------------- | --------------------- | ---- | ------- | ------ |
| 1      | Jaagup Tuisk                | Beautiful lie         | 10   | 10      | 20     |
| 2      | Uku Suviste                 | What love is          | 7    | 12      | 19     |
| 3      | Anett & Fredi               | Write about me        | 12   | 7       | 19     |
| 4      | Egert Milder                | Georgia (on my mind)  | 4    | 8       | 12     |
| 5      | Traffic                     | Üks kord veel         | 5    | 6       | 11     |
| 6      | Shira                       | Out in space          | 8    | 3       | 11     |
| 7      | Stefan                      | By my side            | 6    | 2       | 8      |
| 8      | Inger                       | Only dream            | 2    | 5       | 7      |
| 9      | Synne Valtri feat. Väliharf | Majakad               | 0    | 4       | 4      |
| 10     | Uudo Sepp                   | I'm sorry I messed up | 3    | 0       | 3      |
| 11     | Laura Põldvere              | Break me              | 0    | 1       | 1      |
| 12     | Rasmus Rändvee              | Young                 | 1    | 0       | 1      |

#### Superfinale
| Plaats | Artiest       | Lied           | Stemmen |
| ------ | ------------- | -------------- | ------- |
| 1      | Uku Suviste   | What love is   | 33.582  |
| 2      | Jaagup Tuisk  | Beautiful lie  | 7.944   |
| 3      | Anett & Fredi | Write about me | 7.690   |

## In Rotterdam
Estland zou aantreden in de tweede halve finale op donderdag 14 mei. Het Eurovisiesongfestival 2020 werd evenwel geannuleerd vanwege de COVID-19-pandemie.